# Alustante
Alustante è un comune spagnolo di 236 (2008) abitanti situato nella comunità autonoma di Castiglia-La Mancia.